# Pompoï (departamento)
Pompoï é um departamento ou comuna da província de Balé no Burkina Faso. A sua capital é a cidade de Pompoï.
Em 1 de julho de 2018 tinha uma população estimada em 15400 habitantes.